# ماريان فوكس
ماريان فوكس (بالرومانية: Marian Fuchs)‏ (6 مارس 1992 بمولدوفا نوا في رومانيا - ) هو لاعب كرة قدم روماني في مركز الوسط. لعب مع بولتيهنيكا تيميسوارا ونادي صقور بانكوتا ‏ ونادي فارول كونستانتسا وبولي تيميشوارا ‏.

## وصلات خارجية
- ماريان فوكس على موقع قاعدة بيانات كرة القدم.إي يو (الإنجليزية)
- ماريان فوكس على موقع Soccerway.com (الإنجليزية)